# Dirty Knobs
Dirty Knobs, pseudonimo di Zac Bentz (Duluth, ...), è un musicista statunitense.
Il suo stile, cupo e di difficile classificazione, fonde dark ambient, doom e drone music e viene realizzato rallentando brani o campionamenti tramite un software. L'artista ha fatto parlare di sé principalmente grazie al suo album Field Recordings from the Edge of Hell (2011), acclamato dalla stampa specializzata e dalla critica e considerato uno dei migliori album del 2011.

## Biografia
Dopo aver composto musica adottando vari pseudonimi a partire dai primi anni Duemila, Dirty Knobs ha ricevuto attenzione per la prima volta nel 2011 con Field Recordings from the Edge of Hell, album della durata complessiva di otto ore che "abbraccia svariati decenni di musica ambient-elettronica, dalla Berlin School dei primi anni settanta ai contemporanei abissi oscuri di Deathprod e Thomas Köner" citando anche Steve Roach, Robert Rich, Klaus Schulze e William Basinski. Sebbene sia stato distribuito sul solo sito di Bandcamp (come tutte le opere dell'artista), Field Recordings from the Edge of Hell è stato recensito molto positivamente in diverse riviste specialistiche quali Vice nonché apprezzato da personalità quali Warren Ellis, l'ideatore del fumetto di fantascienza Transmetropolitan.
Sempre nel 2011, l'artista ha realizzato un remix rallentato della colonna sonora del videogioco Portal 2 intitolata Dream with Portals (2011).

Successivamente, Bentz ha pubblicato The Hermit Seeks the Stillness (2014), album che ha definito in questo modo:

## Discografia parziale

### Album in studio
- 2000 – Nothing as It Isn't (come Xero Products)
- 2002 – Dirty Knobs vs. Duluth, Minnesota
- 2011 – Field Recordings from the Edge of Hell
- 2011 – Dream with Portals
- 2014 – The Hermit Seeks the Stillness
- 2014 – Trees at Sea
- 2014 – I Want to See You Inside the Sun

### Album dal vivo
- 2014 – Live at Drone Not Drones 2 8 1 4